# Castets (Landes)
Pour les articles homonymes, voir Castets.
Castets (prononcé [kastɛts] ; Castèths en gascon) est une commune du Sud-Ouest de la France, située dans le département des Landes (région Nouvelle-Aquitaine).

## Géographie

### Localisation
Commune située au cœur des Landes de Gascogne en Pays Landes Nature Côte d'Argent sur la RD 947, route nationale 10 et l'autoroute A63 entre Bordeaux et Bayonne. Elle fait partie du pays landais du Marensin.

### Communes limitrophes
Les communes limitrophes sont Herm, Léon, Lesperon, Linxe, Magescq, Saint-Michel-Escalus, Taller et Gourbera.
| Linxe                | Lesperon |                               |
| Saint-Michel-Escalus | Castets  | Taller                        |
| Léon, Magescq        | Herm     | Gourbera (par un quadripoint) |

### Hydrographie
La commune de Castets compte 10 ruisseaux sur sont territoire : 
- La Palue, ruisseau principal de Castets, il est le confluent de 13 affluent, il nait sur la commune de Lesperon, longe l'autoroute A63, traverse le bourg de Castets du nord-est au sud-ouest et se jette dans l'étang de Léon.
- Le Rouncaou vient de Taller et est un affluent du Hontanx
- Le Camin prend source à Taller et est un affluent du Hontanx
- Le Hontanx est un confluent du Camin et du Rouncaou, il est un affluent de la Palue.
- Le Barennes prend sa source à Taller et est un affluent du ruisseau des Forges.
- Le ruisseau des Forges prend sa source à Taller, longe la route D42 et le Barennes, il alimente l'étang du Barrat et est un affluent de la Palue
- Le Billaranque prend sa source au sud du quartier de Billaranque, longe la rue de Bascarry et est un affluent de la Palue.
- Le Domy prend sa source au nord de Castets, il traverse le quartier de Houas et est un affluent de la Palue
- Le Girons prend sa source au centre de Castets au niveau du quartier de Friques, il est un affluent de la Palue
- Le Coursat prend sa source au sud de Castets, il forme la frontière sud avec la commune de St Michel d'Escalus, il afflue dans la Palue au niveau de cette commune.

### Climat
Pour des articles plus généraux, voir Climat de la Nouvelle-Aquitaine et Climat des Landes.
Historiquement, la commune est exposée à un climat océanique aquitain.
En 2020, Météo-France publie une typologie des climats de la France métropolitaine dans laquelle la commune est exposée à un climat océanique et est dans la région climatique  Littoral charentais et aquitain, caractérisée par une pluviométrie élevée en automne et en hiver, un bon ensoleillement, des hiver doux (6,5 °C), soumis à la brise de mer.
Pour la période 1971-2000, la température annuelle moyenne est de 13,4 °C, avec une amplitude thermique annuelle de 13,6 °C. Le cumul annuel moyen de précipitations est de 1 267 mm, avec 12,7 jours de précipitations en janvier et 7,7 jours en juillet. Pour la période 1991-2020, la température moyenne annuelle observée sur la station météorologique la plus proche, située sur la commune de Rion-des-Landes à 19 km à vol d'oiseau, est de 13,7 °C et le cumul annuel moyen de précipitations est de 1 182,9 mm,. Pour l'avenir, les paramètres climatiques de la commune estimés pour 2050 selon différents scénarios d'émission de gaz à effet de serre sont consultables sur un site dédié publié par Météo-France en novembre 2022.

## Urbanisme

### Typologie
Au 1er janvier 2024, Castets est catégorisée bourg rural, selon la nouvelle grille communale de densité à sept niveaux définie par l'Insee en 2022.
Elle est située hors unité urbaine. Par ailleurs la commune fait partie de l'aire d'attraction de Castets, dont elle est la commune-centre,. Cette aire, qui regroupe 2 communes, est catégorisée dans les aires de moins de 50 000 habitants,.

### Occupation des sols

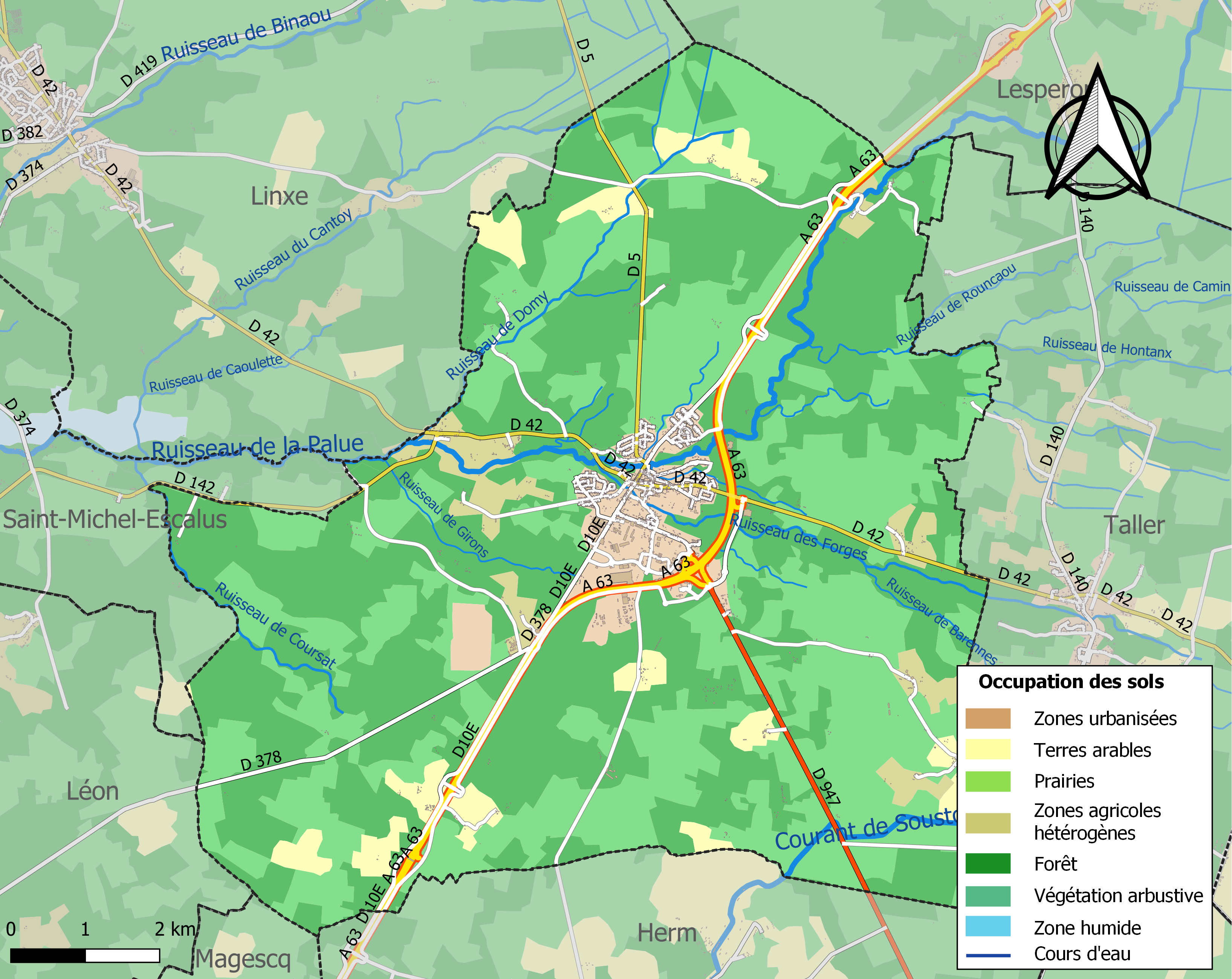
Carte des infrastructures et de l'occupation des sols de la commune en 2018 (CLC).

L'occupation des sols de la commune, telle qu'elle ressort de la base de données européenne d’occupation biophysique des sols Corine Land Cover (CLC), est marquée par l'importance des forêts et milieux semi-naturels (86,1 % en 2018), en diminution par rapport à 1990 (92,7 %). La répartition détaillée en 2018 est la suivante : forêts (47,3 %), milieux à végétation arbustive et/ou herbacée (38,8 %), terres arables (6 %), zones agricoles hétérogènes (3,3 %), zones industrielles ou commerciales et réseaux de communication (2,4 %), zones urbanisées (2,1 %). L'évolution de l’occupation des sols de la commune et de ses infrastructures peut être observée sur les différentes représentations cartographiques du territoire : la carte de Cassini (XVIIIe siècle), la carte d'état-major (1820-1866) et les cartes ou photos aériennes de l'IGN pour la période actuelle (1950 à aujourd'hui).

### Risques majeurs
Le territoire de la commune de Castets est vulnérable à différents aléas naturels : météorologiques (tempête, orage, neige, grand froid, canicule ou sécheresse), feux de forêts, mouvements de terrains et séisme (sismicité très faible). Il est également exposé à deux risques technologiques, le transport de matières dangereuses et  le risque industriel. Un site publié par le BRGM permet d'évaluer simplement et rapidement les risques d'un bien localisé soit par son adresse soit par le numéro de sa parcelle.

#### Risques naturels
Castets est exposée au risque de feu de forêt. Depuis le 20 avril 2016, les départements de la Gironde, des Landes et de Lot-et-Garonne disposent d’un règlement interdépartemental de protection de la forêt contre les incendies. Ce règlement vise à mieux prévenir les incendies de forêt, à faciliter les interventions des services et à limiter les conséquences, que ce soit par le débroussaillement, la limitation de l’apport du feu ou la réglementation des activités en forêt. Il définit en particulier cinq niveaux de vigilance croissants auxquels sont associés différentes mesures,.
Les mouvements de terrains susceptibles de se produire sur la commune sont des tassements différentiels.

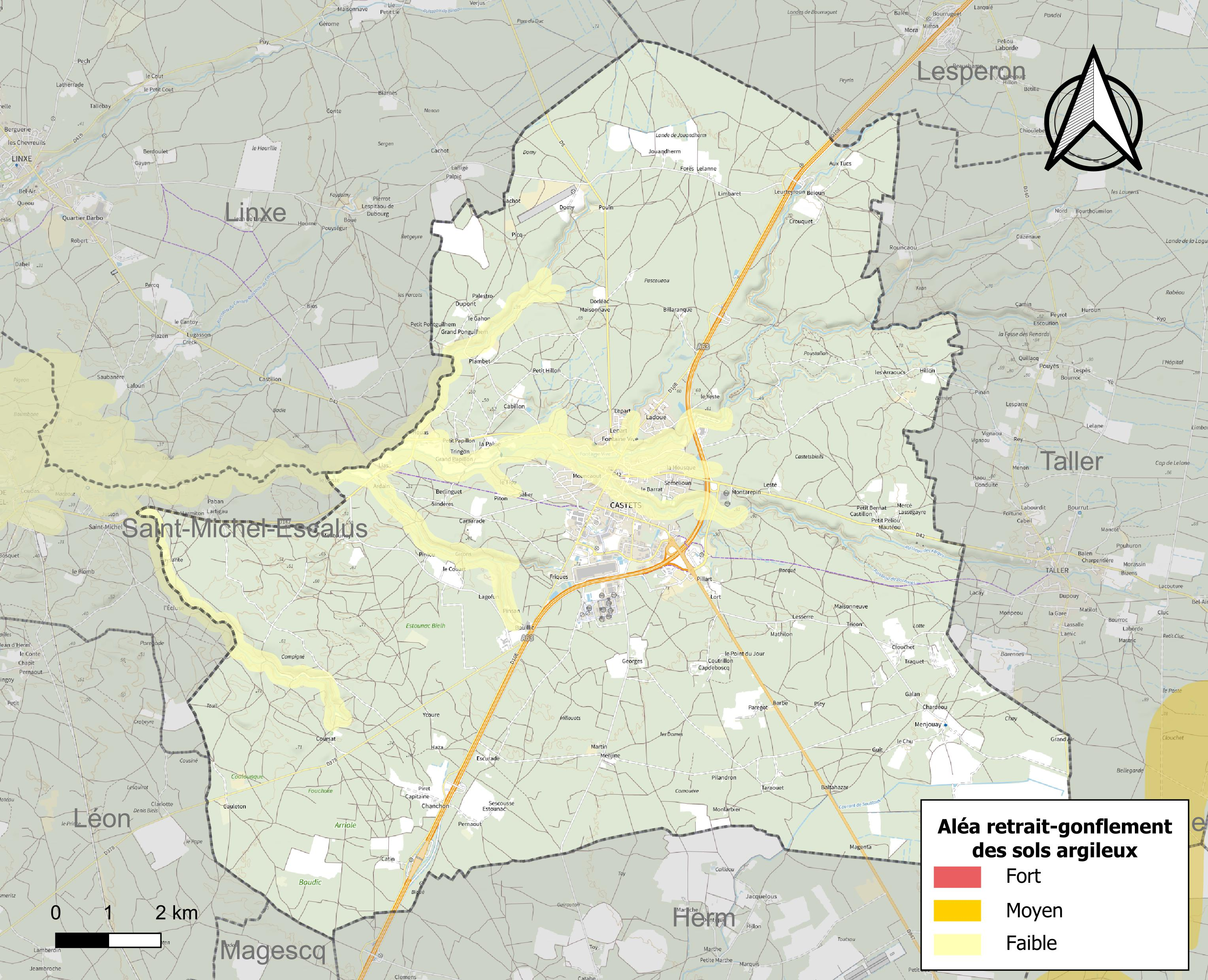
Carte des zones d'aléa retrait-gonflement des sols argileux de Castets.

Le retrait-gonflement des sols argileux est susceptible d'engendrer des dommages importants aux bâtiments en cas d’alternance de périodes de sécheresse et de pluie. Aucune partie du territoire de la commune n'est en aléa moyen ou fort (19,2 % au niveau départemental et 48,5 % au niveau national). Sur les 946 bâtiments dénombrés sur la commune en 2019, aucun n'est en aléa moyen ou fort, à comparer aux 17 % au niveau départemental et 54 % au niveau national. Une cartographie de l'exposition du territoire national au retrait gonflement des sols argileux est disponible sur le site du BRGM,.
La commune a été reconnue en état de catastrophe naturelle au titre des dommages causés par les inondations et coulées de boue survenues en 1999 et 2009 et par des mouvements de terrain en 1999

#### Risques technologiques
La commune est exposée au risque industriel du fait de la présence sur son territoire de trois entreprises soumises à la directive européenne SEVESO, classées seuil haut : Action pin (notamment pour le stockage de produits dangereux pour l'environnement aquatique), Firmenich Productions SAS (stockage de produits inflammables, d'hydrocarbures et de produits de toxicité aiguë) et l'usine DRT Vielle-Saint-Girons (stockage de liquides et solides inflammables, d'hydrocarbures oxygénés, simples, azotés ou halogénés, de produits de toxicité aiguë).
Le risque de transport de matières dangereuses sur la commune est lié à sa traversée par une ou des infrastructures routières ou ferroviaires importantes ou la présence d'une canalisation de transport d'hydrocarbures. Un accident se produisant sur de telles infrastructures est susceptible d’avoir des effets graves sur les biens, les personnes ou l'environnement, selon la nature du matériau transporté. Des dispositions d’urbanisme peuvent être préconisées en conséquence.

### Transports en commun
Pendant la période estivale un réseau de navette dessert la communauté de communes Côte Landes Nature reliant les bourgs aux plages.

## Toponymie
Le nom de Castets fut orthographié de plusieurs façons au cours de son histoire : Castet-Breta en 1356, Casted-bresque au xiie siècle, Quastet Bresque en 1457 pour l’établissement d’une foire le 17 janvier, Castetz (Carte des Pyrénées xviie siècle) Castex, Castets en 1638 (Carte des sénéchaussées des Lannnes 1638),.
Castets vient du gascon «castèth», qui vient du latin «castellum» qui signifie château ou fortification,. Au xiie siècle, le cartulaire de la cathédrale de Dax mentionne deux paroisses « Ecclesia Sancte Marie de Casted Bresque e Sanctus Petrus de Favars » :
- Casted-Bresque en latin vient du gascon «Castèths-Bert», le «V» se prononce «B», Bert se traduit par Vert, le tout signifiant «Château Vert» en référence à la verdure et à la fertilité du sol qui l'entourait, désignation qui a valu à Castets pendant la Révolution le nom de Vert-Rameau et de Cap-de-la-Côte-Verte[25].

- Favars correspond au quartier de Houas. Ce nom prononcé en gascon « Havars » [ha’was], vient du latin faba qui se traduit par fève, plus le suffixe « -ar » signifiant un lieu, plus le « S » pour la marque du pluriel, la traduction de Houas est : endroit où poussent les fèves[26].

Entre le bourg et le quartier de Castillon (à l'est de la commune, contre la commune de Taller) se trouve le lieu-dit de Castetsbiels prononcé «castèth vielh» qui se traduit par le «vieux Castets ou vieux château» qui pourrait être la paroisse d'origine,.
Le Barrat vient du gascon «varat» prononcé «baratt» ; un barrat est une levée de terre servant de clôture à un terrain, et par extension un fossé.

## Histoire

### Préhistoire
En 1881, la découverte à Castets, de plusieurs pointes de flèches à ailerons et ainsi que d'autres instruments en silex, atteste l'occupation du territoire par les hommes du néolithique.
La tradition veut qu'il existait un dolmen près de l’église.

### Antiquité
Avant l'occupation romaine, Castets était dans le territoire du peuple aquitain des Cocosates. Pendant la Pax Romana, ce peuple fut annexé avec celui des Tarbelles lors de la création de la Novempopulanie.
La voie romaine du littorale reliant Bordeaux et Bayonne, (Burdigala - Lapurdum) traversait le Marensin du nord au sud avec une liaison pour Dax (Aquae Tarbelicae) nommée la voie occidentale en Marensin, qui traversait le territoire de Castets. L'itinéraire est retranscrit dans le guide de voyage l'itinéraire d'Antonin aux iiie siècle : en partant du nord du Marensin, la voie traversait la station relais de Segosa (Saint Paul en Born) et allait à la station de Mosconum (vers Mixe) qui était le carrefour de la voie de littorale et de la voie occidentale. À Mixe depuis le lieu-dit de Bios (nommé «Vios» au xixe siècle, le «V» se prononce «B» en gascon, orthographe voisine et probable de l'étymologie latine de «Via») la voie occidentale filait vers le sud en s'approchant du quartier de Bios (Vios en 1863) de Linxe et puis arrivait au sud de Castets au quartier de Houas, puis passait au quartier de Sindères (origine «sendèr» signifiant sentier, homonyme de la commune de Sindères qui était une station relais sur la voie romaine de l'intérieur reliant directement Bordeaux et Dax). Depuis le Sindères de Castets, la voie passait au quartier de Sescousse et puis rejoignait la commune de Herm,.
En 1871, Eugène Dufourcet découvrit un camp ou un oppidum sur la pointe terminale d'un promontoire escarpé nommé le Tuc des Bécuts dominant le ruisseau de la Palue, il se trouve à 100 mètres à l'ouest du bourg sur la route de Linxe. Selon ses observations, cet oppidum est de forme triangulaire, coupé en deux par un fossé profond. A l'ouest se forme un prétoire qui aurait été par la suite l'emplacement de la motte et donjon de Castet-Bert, et à l'opposé se trouve un vallum qui sert d'élément de défense. Ses fouilles ont découvert des murs qui se composaient de pierres et de briques semblables aux remparts de Dax. D'autres vestiges furent découverts dont des briques à rebord, des pierres taillées et des fours contenants des résidus de fer et de goudron. Le camp pourrait être de fondation antérieure à l'arrivée des Romains, contemporaine à leur installations ou médiévale, entre le Ier siècle et le IIIe siècle,,,,.

### Moyen Âge
À partir du XIIe siècle, Castets était une paroisse qui faisait partie de la baronnie du Marensin. La paroisse comptait sur son territoire une seigneurie et quatre caveries. En Gascogne, une cavierie est un titre porté par des seigneuries foncières de petite taille, situé entre la maison noble et la seigneurie. Le seigneur cavier a un droit de justice réduit dans sa caverie, qui se résume à la basse justice.
Le bourg de Castets avec son donjon de Castet-Bert formait la seigneurie de Castets. À l'est de celle-ci se trouvait la caverie de Castillon, au sud et à l'ouest du bourg s'étendait les trois caveries dont celle de Bonnefont (bonne fontaine) qui regroupait les quartiers de Sescouse, Youre, Houas et Campigné. Il y avait ensuite la caverie de Lamothe et la caverie de Vianne qui elle se composait d'une pièce de terre et d'un moulin à eaux,.
À la fin du siècle XIIe siècle, le cartulaire de la cathédrale de Dax mentionne l'existence des églises «Ecclesia Sancte Marie de Casted Bresque » et de «Sanctus Petrus de Favars» (au quartier de Houas). Il y avait également l'église «Sanctus Vicentius de Castets» où en 1312 Macouters de Saubescure fait hommage pour sa caverie de Vianne. La tradition reconnait que l'église paroissiale était jusqu'à sa disparition au xviiie siècle la chapelle de Saint-Pierre de Houas. L'église Saint-Barthélemy-et-Saint-Roch bâtie au XIIe siècle n'était qu'une église privée de la maison noble des Luppé. Celle-ci bâtie sur un promontoire facilitait sa défense,.
La paroisse de Castets faisait partie du diocèse de Dax et de l'archiprêtré du Marensin.
Pour rendre la justice, la baronnie du Marensin comptait trois sièges : Castets, Léon et Linxe. Les juges étaient nommés par le baron. Les juges de la baronnie rendaient la basse, la moyenne et la haute justice, une prison était aménagée à Vieux-Boucau. La juridiction relevait de la sénéchaussée de Dax, subdivision de la sénéchaussée des Lannes (Siège à Bayonne), puis de la sénéchaussée de Tartas (Siège à Tartas) à partir de 1557.

### Époque moderne (xveauxviiiesiècle)
À partir du XVIIe siècle, l'ensemble des seigneuries et caveries de Castets rentrent dans les possessions seigneuriales de la famille de Luppé. Le manoir de la famille se dressait à proximité de l'église de Castets, un pont jeté au-dessus de la route face au portail de l'église permettait de s'y rendre. Jusqu'à cette époque, la tradition reconnait que l'église du bourg de Castets n'était que l'église privée de la maison noble des Luppé, l'église paroissiale était la chapelle disparue de Saint-Pierre de Houas.
Les deux bas-côtés nord et sud de l'église Saint-Barthélemy-et-Saint-Roch sont agrandis au xve siècle dans un style gothique.

#### L'établissement de la route royale Paris - Espagne
Au XVe siècle, Louis XI crée le service postal et décide d'installer sur les grands chemins des stations relais à distances égales. Le service ne fonctionnant d'abord que pour le roi, il s'ouvrit au courrier des particuliers au siècle suivant, puis est mis à la disposition des voyageurs. Ainsi fut établi le relais postal de Castets entre ceux de Lesperon (le souquet) et de Magescq. L'essor de la voie royale directe de Bordeaux à Bayonne permet à Castets de devenir une étape pour les pèlerins de Saint-Jacques-de-Compostelle principalement à partir de la fin du xve siècle. Au XVIIe siècle, des embranchements sont créés reliant Castets à Dax et à Tartas en passant par Taller où fut établi un relais postal ,,.
Le maréchal François de Bassompierre couche à Castets le 20 janvier 1620 en allant en Espagne.

#### L'essor des produits résineux de «l'arbre d'or»
Le Marensin se singularise par l'importance de sa forêt de pins, le commerce des produits qui en sont issus ont joué un grand rôle dans le développement socio-économique du territoire. À l'aube de la Révolution, le Marensin recense 72% des résiniers et 79% des fabricants de goudrons des Landes. Le bois de pin était utilisé pour la construction, pour le chauffage, pour la fourniture d'échalas aux vignobles du Marensin, pour la confection de charbon, mais c'était la production de goudron et de pain résine qui était la source de revenus principale des Marensinots, activité en plein essor à partir du xviiie siècle.
Le goudron était fabriqué dans des fours à la conception venue du nord de l'Europe, appelés fours suédois ou «hourn de gaze», Castets recensait 44 fours sur son territoire au xviiie siècle. Les produits résineux était vendus chaque samedi au marché aux résineux à Dax, installé au quartier du Sablar. Les produits étaient acheminés sur des galupes depuis les ports fluviaux de Dax et de Saubusse jusqu'au port de Bayonne.
À cette époque sont recensés sur la paroisse de Castets trois scieries (moulin à scie) : le moulins des habas sur le ruisseau de Domy et les moulins de Marsac et de Pinsan sur le ruisseau de Girons, ainsi que le moulin à farine d'hauvarie sur le ruisseau des forges.

#### Les incendies de Castets
Entre 1728 et 1785, des incendies brûlèrent les forêts du Marensin, dont la forêt de Castets en 1732 et 1738.
À partir du 5 avril 1755, un incendie immense ravagea le Marensin. Le cour des événements fut transmis par l'Intendant Antoine Mégret d'Etigny : un particulier qui préparait le repas de charbonniers faisant du charbon sur la paroisse de Saint-Michel, mis le feu au cabanon où il se trouvait. Poussé par un vent violent, l'incendie embrassa l'ensembles des pignadas de Castets, Linxe et Taller, s'est étendu jusqu'à Lesperon et Lévignacq, il s'arrêta au cimetière d'Onesse. Le feu ravage tout sur son passage, maisons, moulins, ruches, plus de 50000 hectares de forêt. Il y eut de nombreux morts surpris par la vitesse du feu, comme un cheval au galop. Les habitants des communautés affligées, les riches ou aisés comme les pauvres sont répandus dans toutes les paroisses voisines pour y rechercher de quoi vivre en travaillant. Le montant des dégâts s'élevait à près d'un million de livres,.
À peine le feu éteint que le 17 avril, d'autres incendies causés par des charbonniers embrasaient à nouveau la région : l'un à Rion, l'autre à Magescq et le 20 avril, un dernier dans la paroisse d'Onesse. L'incendie de Rion, put être rapidement maîtrisé, mais il n'en fut pas de même de l'incendie de Magescq qui «a brûlé pour près de 50 mil livres de fonds et de pignadars ».
Soucieux de voir déserté le Marensin, l'intendant d'Etigny lève des fonds pour financer les travaux de reconstruction des habitations des Marensinots qui ont tout perdu. Il obtient également la baisse de la taille jusqu'à de plus de 60% pour 11 communautés dont Castets qui touchée plusieurs fois par les flammes, obtient une baisse de 56%. Les propriétaires dont les biens furent détruits sont exemptés de la taille pendant 40 ans, mais l'engagement de fut pas respecté.
En 1775, un autre incendie détruit quartier de Houas dont la chapelle Saint-Pierre. Seule la cloche en bronze du xve siècle fut épargnée, elle a été installée à l'église Saint-Barthélemy-et-Saint-Roch de Castets, elle est classée au titre d'objet historique depuis 2004.

#### La Révolution française
Le droit seigneurial aboli et la création du département des Landes en 1790, permit de déposséder la famille de Luppé de ses terres, et de réunir les seigneuries de Bonnefont, Vianne, Lamothe, Castillon et Castets en une commune. D'abord nommée par les révolutionnaires Cap-de-la-Côte-Verte, elle est renommée au cours de l'année 1792 en Rameau-Vert puis en Vert-Rameau, pour enfin adopter Castets en 1793.
Castets était le chef-lieu de son propre canton, sous le contrôle administratif du district de Dax de 1790 à 1795, puis de l'arrondissement de Dax à partir de 1801.

### La révolution industrielle (XIXesiècle-xxesiècle)
En 1808, François Dubourg le maître des forges d'Uza (propriété de la famille de Lur-Saluces) en allant vendre des fers à Dax découvre à Castets le site du Barrat, propice à l’installation d’un haut fourneau et des forges.
Il dépose une demande d'autorisation de construction en 1809 mais elle ne sera approuvée que le 19 mars 1814 par un décret de Napoléon Ier, signé 16 jours avant sa destitution par le Sénat. Mais le chantier est suspendu par ordonnance royale à la suite d'une intervention de Yquem de Lur-Saluce la propriétaire des forges d'Uza, jugeant le projet comme concurrence déloyale. Grâce au soutien du baron d’Haussez et de l’Ingénieur des Mines d’Aubuisson, le Conseil d'État décidera le 17 juin 1819 la pleine application du décret impérial du 19 mars 1814,,,.
100 ouvriers sont employés lors du chantier des forges de Castets-bourg, sont construits deux forges et un haut fourneau de onze mètres de haut alimenté par un feu de 1200 à 1 500 °C grâce à de l'air comprimé par des pistons, les ouvriers travaillent jour et nuit. Les forges utilisent le minerai de fer issu des gisements des garluches autour de Castets et du charbon de bois produit localement par des charbonniers basques. Les forges acquirent une telle renommée qu'en 1822, elles reçurent une commande de l'armée royale. Afin d'améliorer encore la qualité des fers, est associé à la garluche du minerai de fer des Asturies importé du port de Bilbao à partir de 1824. La même année, les forges demandent l'autorisation d'agrandir le site de Castets vers le nord et en 1828 la construction au lieu-dit d'Ardy à Saint-Paul-lès-Dax d'un haut fourneau, des forges et une fenderie. Mais à chaque fois, la famille de Lur-Saluces s'oppose aux projets et retarde leurs exécutions jusqu'en 1831 après la destitution de Charles X. Louis Philippe va en quelques mois signer les autorisations d’extension des forges de Castets et de constructions d’Ardy. Le haut fourneau d’Ardy est construit le premier. François Dubourg demande que les autres parties de forges d’Ardy soient construites à Castets au domaine de la Palue à près de 2 km en aval des forges du bourg,,,.
Cette forte activité sidérurgique permit à Castets de se développer intensément, passant de 877 habitants en 1800 à 2167 en 1866. François Dubourg est maire de Castets de 1830 à sa mort en 1853. Très actif, il fait construire au Barrat et à La Palue des maisons d'ouvriers et de cadres, participe à l'amélioration des routes, telle la future Nationale 10. Les forges de Castets dans leur ensemble ont une belle réputation. Les statistiques de 1851 montrent que les forges emploient 212 hommes, 106 femmes, 31 garçons et 30 filles, soit 379 personnes, et plus de 500 personnes au total si on y ajoute les mineurs de garluche, les charbonniers et les charretiers. François Dubourg est l’industriel landais imposé au cens le plus élevé dans le département. En 1862, son petit-fils Charles Boulart, associé à François Dubourg neveu, achète les forges Abesse à Saint-Paul-lès-Dax. Les quatre établissements emploient près de 1 000 personnes,,.
Cet essor est marqué par la construction de plusieurs grandes demeures bourgeoises, dont en 1869 le château Beauregard en brique rouge de style néo-Louis XIII propriété de François Dubourg, en face la villa Mon désir de style néo-Louis XIII en 1895, vers 1870, le château de Galan et la villa Jeandance d'architecture Napoléon III qui est le siège de l'hôtel de ville depuis 1958.
En 1847, un chemin de bois est construit entre Saint-Paul-lès-Dax et Castets. Il s'agissait de rails en bois qui permettaient aux charrettes de transporter les matériaux pour l'empierrement des routes impériales. Il est remplacé par le chemin de fer de la ligne Laluque-Linxe. Le premier train à vapeur arrive en gare de Castets en 1890, année de mise en service de la ligne par la Société des chemins de fer d'intérêt local des Landes. Le 15 octobre 1909 la Société des chemins de fer du Born et du Marensin ouvre la ligne Linxe-Saint-Girons-en-Marensin, permettant de relier Tartas à Saint-Girons via une ligne longue de 49 km,,
En 1882, la création de la Compagnie des Forges et Aciéries du Boucau porte un coup fatal aux forges landaises. Les forges d'Ardy ferment en 1890, celles de Castets bourg ferment le 1er janvier 1905. Les forges d'Abesse et de la Palue continueront à fonctionner au ralenti avec une reprise pendant la guerre de 1914-1918 pour la fabrication d'obus de gros calibre. La Palue fermera définitivement en 1920. Les forges d’Abesse seront vendues en 1923 à la Société Anonyme des Travaux Métalliques et fonctionneront jusqu’en 1930. Le nombre d'habitants de Castets chuta lourdement dès 1891, atteignant 1 350 personnes en 1946,,.
Après la chute du Second Empire s'installe au château de Beauregard, pour un temps, l'un des trois fils de Napoléon III : Eugène Bure.
Alors que l'activité des forges de Castets décline, Daniel Boulart décide en 1903 de reconvertir une partie des machines en installant une centrale hydro-électrique au Barrat. Avec une roue à aubes entrainant une dynamo, la centrale produit de l'électricité pour quelques maisons dans le centre bourg ainsi que des lampadaires dans les rues. En 1927, un nouveau concessionnaire installe des appareils permettant d'obtenir un voltage plus important, une première ligne Haute Tension alimente un transformateur sur le réseau de bourg. En 1934 est construit le bâtiment actuel abritant une microcentrale avec une turbine permettant de produire un courant alternatif de 220 V. En 1939, l'ensemble de Castets est raccordée à l'électricité comptant 364 abonnés.

L'architecte Albert Pomade réalise la salle de réunion (1924-1930) et la villa du Barrat de style néo-chalossais (1933).

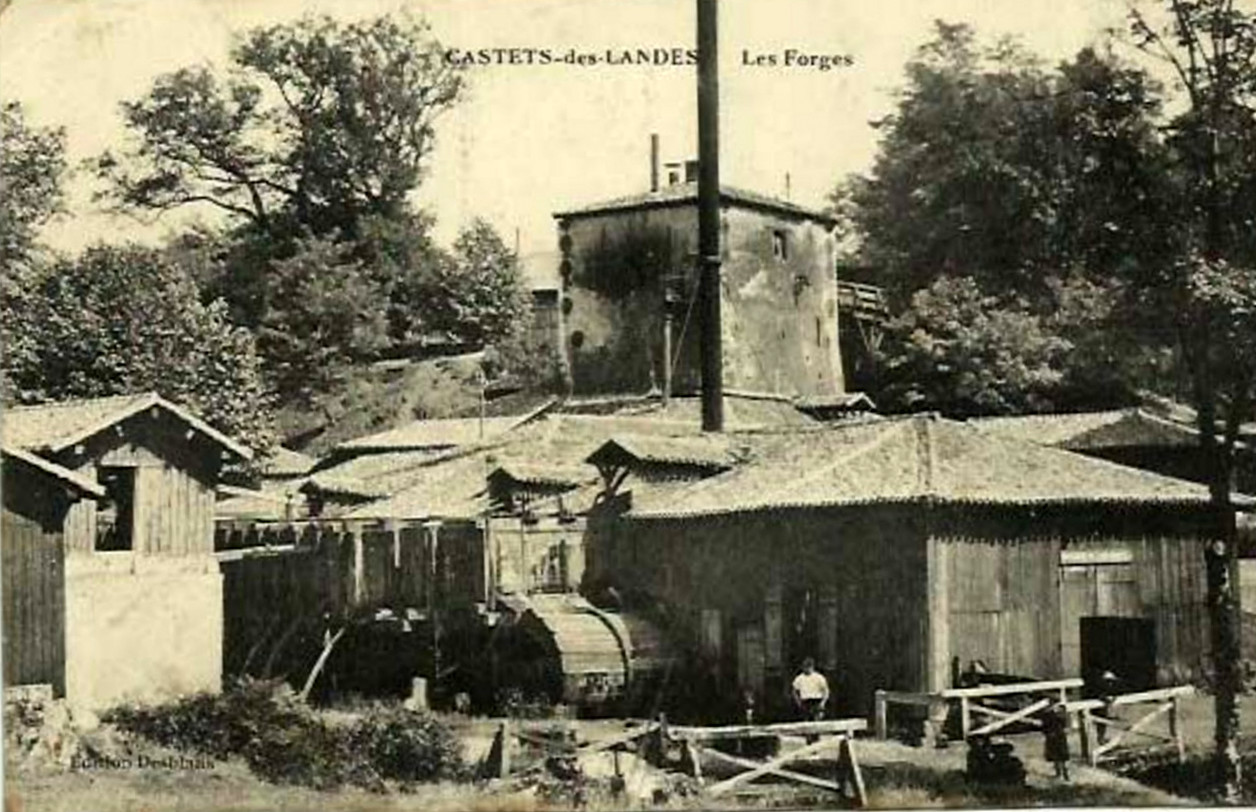
Les forges.
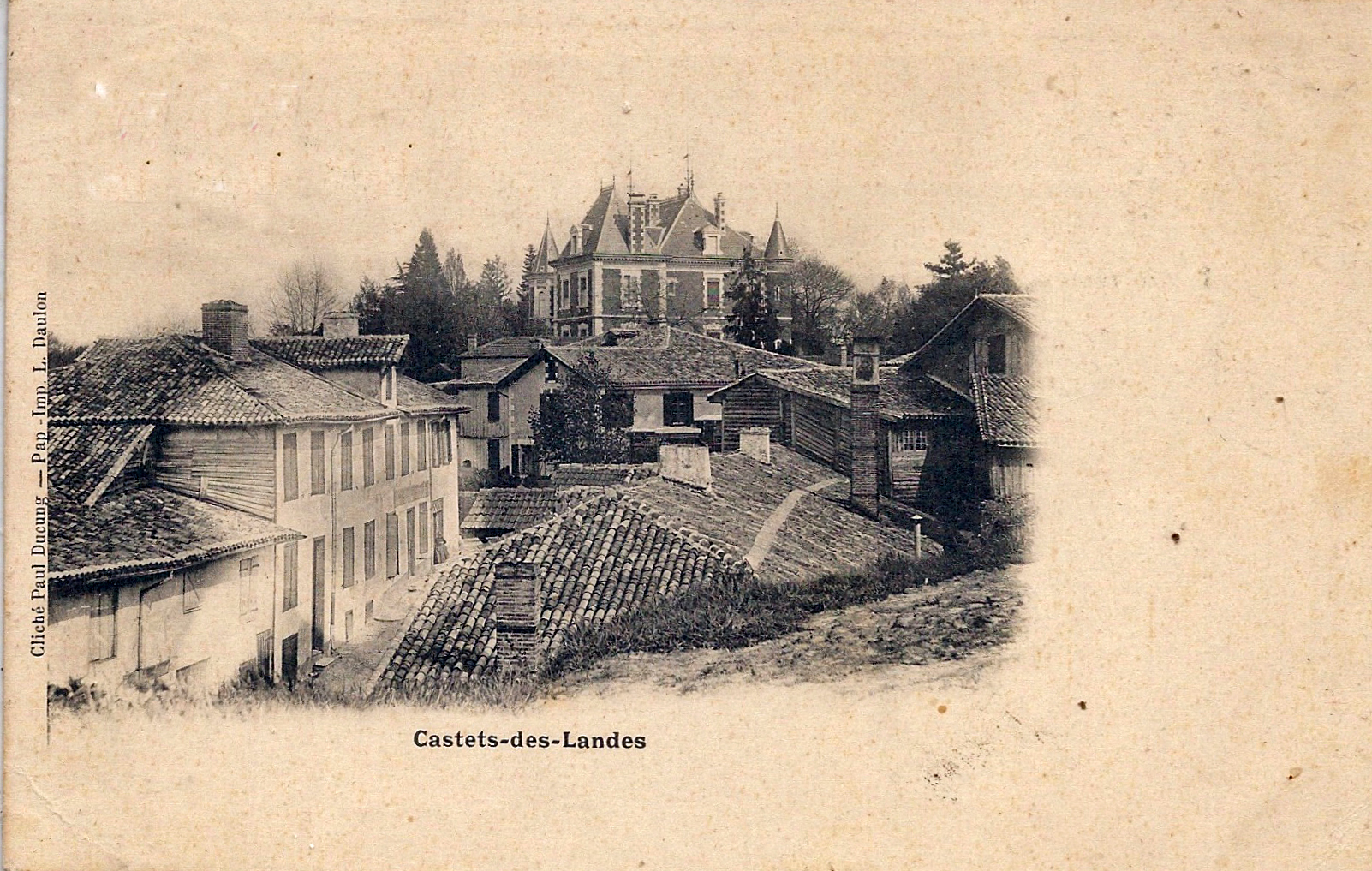
Le centre ville et le château Beauregard de François Dubourg.
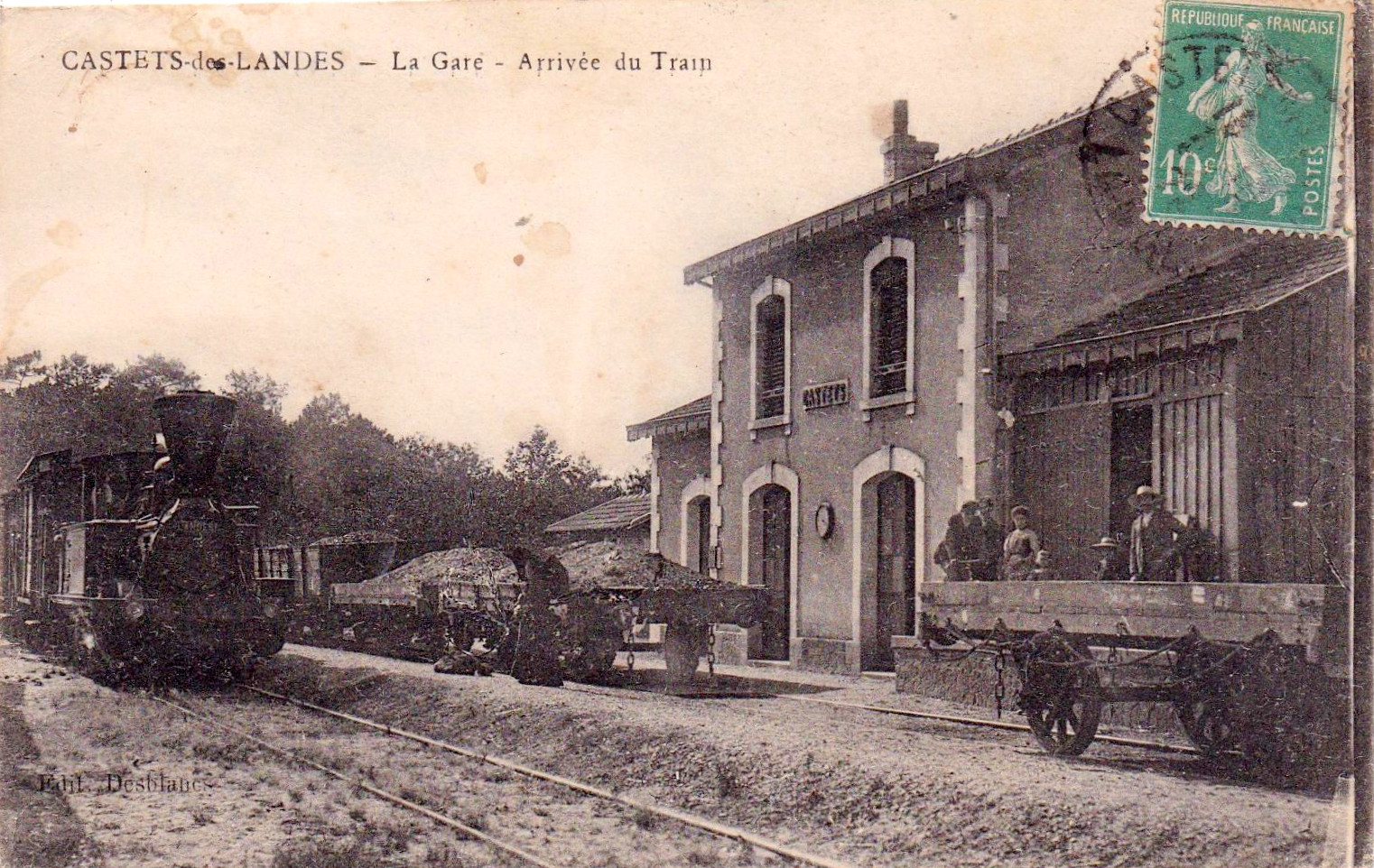
La gare.
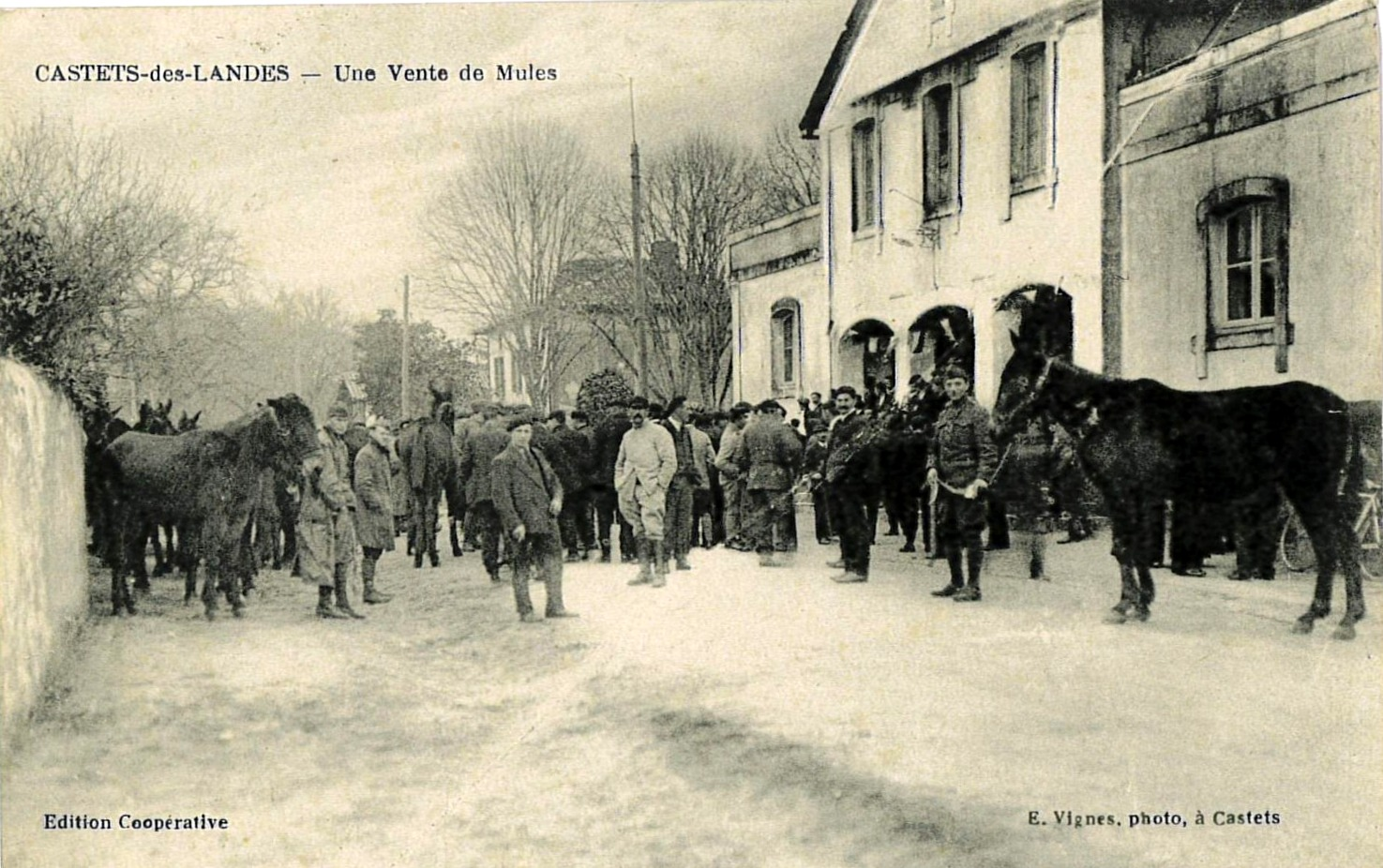
L'hôtel de ville, jour de foire.

### Première guerre mondiale
Entre 1914 et 1919, 57 militaires castésiens sont morts, leurs noms sont inscrits sur une plaque dans l'église et sur le monument aux morts réalisé par le sculpteur Edouard Cazaux, inauguré le 23 novembre 1924, il se compose d'un pilier surmonté d'un obélisque en granite rose de Bidarray et d'un statue en bronze portant un bouquet de fleurs.

### Seconde guerre mondiale
À l'arrivée de l'armée allemande en 1940, Castets se retrouve scindé en deux par la frontière des zones occupée et interdite. Celle-ci longeait la Route Nationale 10 depuis Lesperon, contournait l'ouest du bourg de Castets (zone occupée), séparant les quartiers de l'ouest (zone interdite), puis elle reprenait la Route Nationale 10. Une unité de la Wehrmacht s'installe sur la commune.
Un camp de prisonniers coloniaux est édifié au lieu-dit Cante cigale. Il compta près de 500 prisonniers, employés aux travaux forestiers. De nombreux soldats sont morts pour tentative d'évasion, 12 d'entre eux sont inhumés au carré militaire musulman dans le cimetière de Castets,.
Entre 1940 et 1945, sept militaires castésiens sont morts ainsi qu'un en 1947 en Indochine, leurs noms sont inscrits sur le monument aux morts.

### Époque contemporaine
La ligne ferroviaire Laluque-Saint-Girons ainsi que la gare de Castets ferment le 15 avril 1950.
L'exploitation de la centrale hydro-électrique du Barrat prit fin en 1980.

## Politique et administration

### Liste des maires
| Période                                  | Période  | Identité                    | Étiquette               | Qualité                                                                  |
| ---------------------------------------- | -------- | --------------------------- | ----------------------- | ------------------------------------------------------------------------ |
| 1790                                     |          | Pierre Puyo                 |                         |                                                                          |
| 1819                                     |          | Jean Baptiste De Gorostarzu |                         |                                                                          |
| 1823                                     | 1830     | Mathieu François Maisonnave |                         |                                                                          |
| 1831                                     | 1853     | François Dubourg            |                         |                                                                          |
| 1853                                     | 1869     | François Dubourg            |                         |                                                                          |
| 1869                                     | 1874     | Pierre Eugène Neurisse      |                         |                                                                          |
| 1874                                     | 1876     | Vielle                      |                         |                                                                          |
| 1876                                     | 1878     | Jean Eugène Barrere         |                         |                                                                          |
| 1878                                     | 1881     | Eugène Neurisse             |                         |                                                                          |
| 1882                                     | 1884     | Joseph Daunesse             |                         |                                                                          |
| 1884                                     | 1912     | Eugène Neurisse             |                         |                                                                          |
| 1912                                     | 1927     | Jean Lapeyrère              |                         |                                                                          |
| 1927                                     | 1935     | Gérard Estivals             |                         |                                                                          |
| 1935                                     | 1945     | Jean Lapeyrère              |                         | Conseiller général du canton de Castets (1911-1919)                      |
| 1946                                     | 1961     | Édouard Laudouat            | SE                      | commerçant                                                               |
| 1961                                     | 1983     | Jean-Noël Serret            | DVD puis DVG            | Conseiller général du canton de Castets (1967-1979)                      |
| 1983                                     | 2001     | Pierre Barrère              |                         |                                                                          |
| 2001                                     | 2014     | Jean-Pierre Beguery         | SE - Sensibilité Centre | Ingénieur en agro-alimentaire de formation et entrepreneur à la retraite |
| 2014                                     | En cours | Philippe Mouhel             | MoDem puis UDI          | Cadre de la fonction publique                                            |
| Les données manquantes sont à compléter. |          |                             |                         |                                                                          |

### Politique environnementale
Dans son palmarès 2024, le Conseil national de villes et villages fleuris de France a attribué deux fleurs à la commune.

## Démographie
| 1793  | 1800 | 1806 | 1821  | 1831  | 1836  | 1841  | 1846  | 1851  |
| ----- | ---- | ---- | ----- | ----- | ----- | ----- | ----- | ----- |
| 1 065 | 877  | 977  | 1 049 | 1 446 | 1 632 | 1 615 | 1 782 | 1 921 |

| 1856  | 1861  | 1866  | 1872  | 1876  | 1881  | 1886  | 1891  | 1896  |
| ----- | ----- | ----- | ----- | ----- | ----- | ----- | ----- | ----- |
| 1 941 | 2 055 | 2 167 | 2 081 | 2 044 | 2 006 | 2 013 | 1 942 | 1 732 |

| 1901  | 1906  | 1911  | 1921  | 1926  | 1931  | 1936  | 1946  | 1954  |
| ----- | ----- | ----- | ----- | ----- | ----- | ----- | ----- | ----- |
| 1 721 | 1 708 | 1 661 | 1 608 | 1 558 | 1 455 | 1 370 | 1 350 | 1 451 |

| 1962  | 1968  | 1975  | 1982  | 1990  | 1999  | 2006  | 2007  | 2012  |
| ----- | ----- | ----- | ----- | ----- | ----- | ----- | ----- | ----- |
| 1 499 | 1 494 | 1 517 | 1 453 | 1 719 | 1 808 | 1 885 | 1 896 | 1 989 |

| 2017  | 2022  | - | - | - | - | - | - | - |
| ----- | ----- | - | - | - | - | - | - | - |
| 2 388 | 2 510 | - | - | - | - | - | - | - |

## Économie
- Site de la DRT

## Lieux et monuments
- Église Saint-Barthélemy-et-Saint-Roch de Castets.
- La forge de Castets, en ruines aujourd'hui.

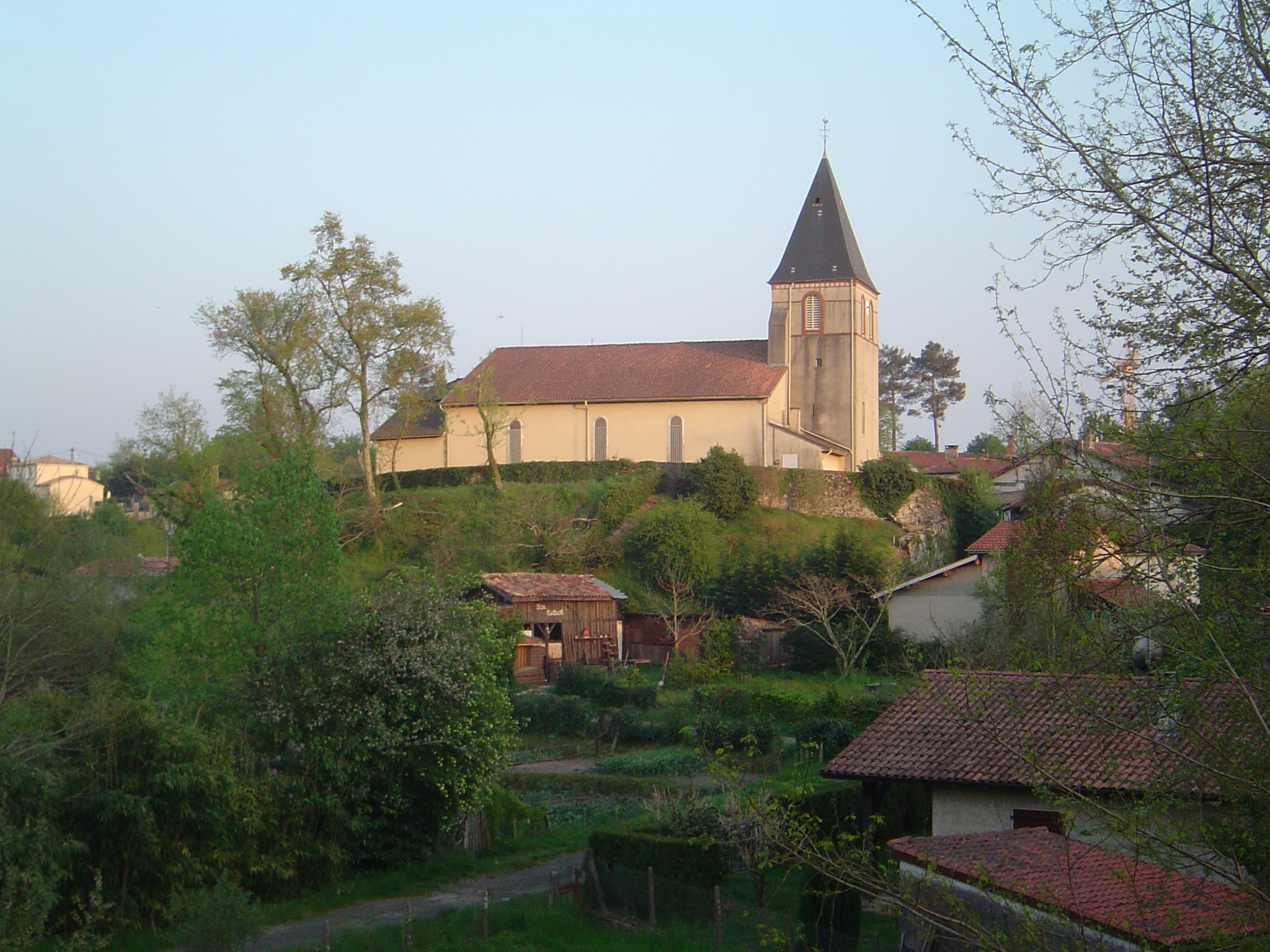
Église Saint-Barthélemy-et-Saint-Roch de Castets.

### Fontaines guérisseuses
Trois fontaines guérisseuses se situent à Castets : 
- Fontaine Saint-Roch dit la fontaine Vive située dans le vallon de la Palus, l'eau apparaissait dans un bouillonnement. La légende veut qu'un bros qui avait dévalé la colline voisine, soit tombé dans le trou de la fontaine. Mules, véhicule et occupants ont été engloutis en totalité. On peut encore les voir au fond du bouillonnement et certains soirs, la jeune conductrice hante les lieux. Une autre légende raconte aussi que le bécut aurait été englouti dans la fontaine. Dans la première partie du XXe siècle, le génie rural voulut la capter pour alimenter le bourg en eau potable, mais une fois les travaux terminés, elle rejaillit 15 mètres plus loin. Elle serait aussi invoquée pour faire pleuvoir. Son eau soigne les maladies de peau les varices et aide à la cicatrisation des plaies.
- Fontaine Saint-Jean, dans le vallon de la Palus, l’eau sort d’un petit édicule bâti en pierre et alios fermé par une porte métallique. Elle fournissait l’eau de tout le quartier, Émile Vignes y allait y rincer ses plaques photographiques.
- Fontaine Saint-Pierre de Houas, située au quartier de Houas au bord du ruisseau de Domy, elle soigne les infirmités[65].

## Personnalités liées à la commune
- Eugène Bure (1843-1910), fils de Napoléon III ;
- Albini Gieure (1844-1915), homme politique né et mort à Castets ;
- François-Xavier-Marie-Jules Gieure (1851-1937), évêque de Bayonne, né à Castets ;
- Étienne Lapeyrère (1856-1930), botaniste né et mort à Castets ;
- Émile Vignes (1896-1983), photographe né et mort à Castets ;
- Jean-Marie Jouaret (1942-2023), joueur international de basket-ball né à Castets ;
- Danielle Michel (1947-), sénatrice née à Castets.